# Elmton with Creswell
Alderwasley est une paroisse civile du Derbyshire, en Angleterre.